# Heterogamodes ursina
Heterogamodes ursina är en kackerlacksart som först beskrevs av Hermann Burmeister 1838.  Heterogamodes ursina ingår i släktet Heterogamodes och familjen Polyphagidae.

## Underarter
Arten delas in i följande underarter:
- H. u. harterti
- H. u. mauritanica
- H. u. quadrispina
- H. u. shelfordi
- H. u. finoti
- H. u. ursina
- H. u. angulata